# Stanisław Bauman (inżynier)

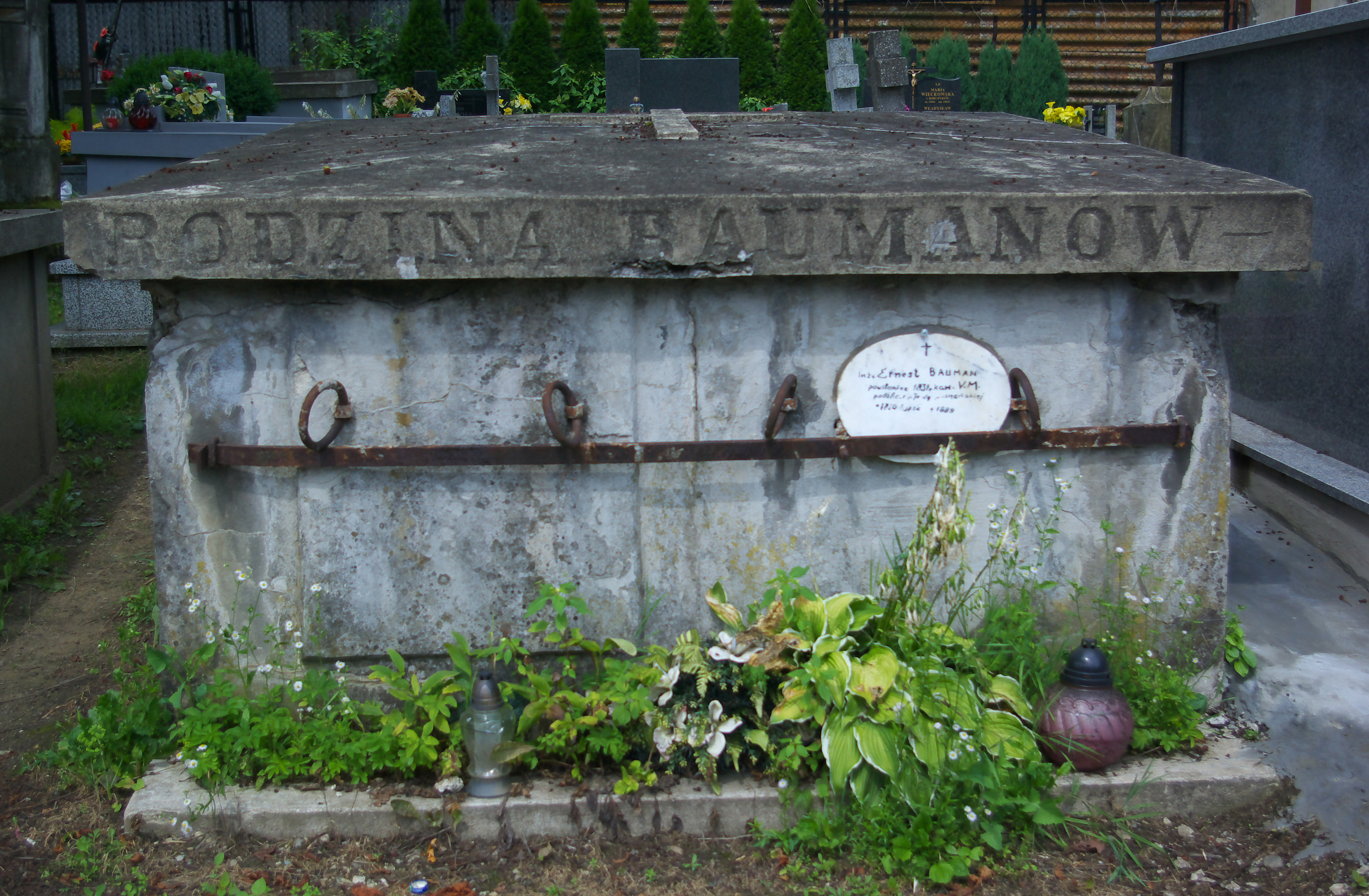
Grobowiec rodziny Baumanów w Sanoku

Stanisław Bauman (ur. ok. 1837, zm. 18 września 1921 w Sanoku) – polski inżynier geometra, działacz społeczny.

## Życiorys
Stanisław Bauman urodził się około 1837 roku. Był synem Ernesta Baumana (1810-1889, inżynier pochodzenia niemieckiego poczuwający się Polakiem, powstaniec listopadowy, odznaczony Orderem Virtuti Militari) i Ludwiki z domu Derych. Miał brata Romana, który był kupcem w Bochni.
Ukończył studia z tytułem inżyniera geometry. Na przełomie lat 70./80. jako geometra był urzędnikiem przydzielonym do C. K. Powiatowej Komisji Szacunkowej w Sanoku pozostając w strukturze C. K. Komisji Gruntowej Podatku Gruntowego we Lwowie. Następnie pozostawał w grupie c. k. urzędników do utrzymania ewidencji katastru podatku gruntowego do około 1906. Pracował jako urzędowy inżynier geometra w Sanoku, wykonujący pomiary gruntów. Decyzją C. K. Ministerstwa Skarbu w marcu 1895 jako starszy c. k. geometra w Sanoku został mianowany starszym geometrą I klasy w VII randze i pozostawiony w służbie w Sanoku. W Sanoku od około 1907 był zaszeregowany w grupie geometrów do robót pomiarowych, a od około 1913 był rządowo upoważnionym cywilnym geometrą. Urzędował wówczas przy ulicy Tadeusza Kościuszki.
Udzielał się w pracy społecznej. Podczas uroczystości w Sanoku ku czci „Lirnika Mazowieckiego” tj. Teofila Lenartowicza w 1893 był autorem przemowy. Był członkiem założycielem Towarzystwa Szkoły Ludowej, został działaczem tegoż, skarbnikiem, członkiem wydziału sanockiego Towarzystwa Szkoły Ludowej. Z ramienia TSL zajmował się zakładaniem szkółek początkowych (wspólnie ze Stanisławem Basińskim). Był członkiem wydziału Towarzystwa „Korpusy Wakacyjne” w Sanoku. Był członkiem zwyczajnym Macierzy Szkolnej dla Księstwa Cieszyńskiego. Był członkiem sanockiego gniazda Polskiego Towarzystwa Gimnastycznego „Sokół” (lata 90. XIX wieku, 1906, 1912), pełniąc funkcję zastępcy członka sądu honorowego. Był zastępcą prezesa Kółka Dramatyczno-Muzycznego w Sanoku, ponownie wybierany: 9 listopada 1895 prezesa Jana Staruszkiewicza, 20 stycznia 1897 prezesa Józefa Heldenburga. Po wybudowaniu gmachu sanockiego „Sokoła” został reżyserem powołanego tamże teatru amatorskiego. Został członkiem wspierającym stowarzyszenia Towarzystwo Młodzieży Polskiej „Znicz” w Sanoku, powołanego 17 lipca 1904. Prywatnie był myśliwym, zajmował się hodowlą kur minorek i gołębi ślązaków. Został członkiem założonej 11 stycznia 1903 w Sanoku pierwszej filii lwowskiego Towarzystwa Chowu Drobiu, Gołębi i Królików.
W ramach akcji germanizacyjnej w 1832 do Sanoka zostały sprowadzone m.in. rodziny Baumanów i Rissów. Stanisław Bauman był żonaty od około 1861 z Jadwigą z domu Lubowiecką (córka Karola, zm. 28 kwietnia 1881 w wieku 38 lat ponad miesiąc po urodzeniu córki Jadwigi. Ich dziećmi byli: Bolesław (urzędnik w Towarzystwie Ubezpieczeń Florianka w Krakowie), Stanisław, Jan (ur. ok. 1866, zm. 1918 w wieku 52 lat), Maria Klementyna (od 1889 żona Stanisława Biegi, matka Jadwigi 1891-1983 - nauczycielki po mężu Brodzkiej, Stanisława 1893-1944, majora dyplomowanego Wojska Polskiego, który otrzymał od inż. Stanisława Baumana odznaczenie Orderu Virtuti Militari należące wcześniej do Ernesta Baumana i Bolesława 1896-1976, dyplomaty), Roman (zm. 1894 w wieku 21 lat), Jadwiga (1881-1882). Po raz drugi był żonaty z Marią Heleną Riss (córka inżyniera Macieja Rissa, określana też pod imieniem Helena, skarbniczka koła pań TSL w Sanoku, zmarła 11 lub 14 grudnia 1906 w wieku 53 lat. Ich dziećmi byli: Anna Helena (1888-1946, od 1910 zamężna z inż. Bolesławem Nowoświatem), Stefan Adolf Jarosław (1889-1891), Helena (1894-1895) i prawdopodobnie inna córka.
Zamieszkiwał w domu nr 108 na obrzeżach Sanoka w Posadzie Sanockiej. Po wybuchu I wojny światowej w 1914 wraz z dwoma bliskimi przebywał w Bernie Morawskim. Zmarł jako wdowiec 18 września 1921 w Sanoku w wieku 84 lat. Został pochowany w rodzinnym grobowcu na cmentarzu przy ul. Rymanowskiej w Sanoku 20 września 1921 po pogrzebie od przewodnictwem księdza proboszcza Franciszka Salezego Matwijkiewicza. W tym miejscu spoczęła także Ernestyna Riss (będąca stanu wolnego, zm. 15 czerwca 1920 w wieku 78 lat).